# Büschelsatz
Der Büschelsatz (engl.: bundle theorem) ist im einfachsten Fall eine Aussage über 6 Kreise und 8 Punkte in der euklidischen Ebene. In der allgemeinen Form beschreibt er eine die ovoidalen Möbius-Ebenen kennzeichnende Eigenschaft, d. h., nur die ovoidalen unter den Möbius-Ebenen erfüllen diesen Satz.
Man sollte den Büschelsatz nicht mit dem Satz von Miquel verwechseln.
Als Beispiel einer ovoidalen Möbius-Ebene kann man sich im reellen Anschauungsraum die Geometrie der ebenen Schnitte einer eiförmigen Fläche (z. B.: Kugel, Ellipsoid, eine aus einer Halbkugel und einem passenden Halb-Ellipsoid zusammengesetzte Fläche, die Fläche mit der Gleichung {\displaystyle x^{4}+y^{4}+z^{4}=1}, …) vorstellen. Falls die Eifläche eine Kugel ist, ergibt sich das räumliche Modell der klassischen Möbius-Ebene, die Geometrie der Kreise auf der Kugel.
Das wesentliche einer ovoidalen Möbius-Ebene ist die Existenz eines räumlichen Modells mittels eines Ovoids. Ein Ovoid in einem 3-dimensionalen projektiven Raum ist eine Punktmenge, die a) von einer Gerade in 0, 1 oder 2 Punkten geschnitten wird und b) deren Tangenten in einem beliebigen Punkt eine Ebene (Tangentialebene) überdecken. Die Geometrie der ebenen Schnitte eines Ovoids in einem 3-dimensionalen projektiven Raum heißt ovoidale Möbius-Ebene. Die Punkte der Geometrie sind die Punkte des Ovoids und die Verbindungskurven (Blöcke) die ebenen Schnitte des Ovoids. Mit einer geeigneten stereografischen Projektion zeigt man: Jede ovoidale Möbius-Ebene besitzt ein ebenes Modell. Im klassischen Fall ist das die Geometrie der Kreise und der um den Punkt {\displaystyle \infty } erweiterten Geraden. Der Büschelsatz kann also sowohl räumlich als auch eben interpretiert werden. Der einfache Beweis wird im räumlichen Modell geführt.

Möbius-Ebene: Büschelsatz

In jeder ovoidalen Möbius-Ebene {\displaystyle {\mathfrak {M}}} gilt der
Büschelsatz:
- Sind {\displaystyle A_{1},A_{2},A_{3},A_{4},B_{1},B_{2},B_{3},B_{4}} verschiedene Punkte und sind 5 der 6 Quadrupel {\displaystyle Q_{ij}:=\{A_{i},B_{i},A_{j},B_{j}\},\ i<j,} konzyklisch (liegen auf einem Zykel) auf wenigstens 4  Zykel {\displaystyle c_{ij}}, dann ist auch das 6. Quadrupel konzyklisch.[2]

Der Beweis ergibt sich aus den folgenden Überlegungen, die wesentlich verwenden, dass sich 3 Ebenen in einem 3-dimensionalen projektiven Raum immer in einem Punkt schneiden:
1. Die Ebenen durch die Zykel {\displaystyle c_{23},c_{34},c_{24}} schneiden sich in einem Punkt {\displaystyle P}. Also ist {\displaystyle P} Schnittpunkt der Geraden (im Raum !) {\displaystyle A_{2}B_{2},\ A_{4}B_{4}}.
2. Die Ebenen durch die Zykel {\displaystyle c_{12},c_{14},c_{24}} schneiden sich in einem Punkt {\displaystyle P'}. {\displaystyle P'} ist also auch Schnittpunkt der Geraden {\displaystyle A_{2}B_{2},\ A_{4}B_{4}}.

Hieraus ergibt sich a) {\displaystyle P=P'} und b) {\displaystyle A_{1}B_{1},\ A_{3}B_{3}} schneiden sich auch in {\displaystyle P}. Letzteres bedeutet: {\displaystyle A_{1},B_{1},A_{3},B_{3}} liegen konzyklisch. Die beteiligten Ebenen enthalten alle den Punkt {\displaystyle P}, d. h., sie liegen im Büschel.
Die große Bedeutung erhält der Büschelsatz durch die folgende lange vermutete und 1980 von Jeff Kahn bewiesenen Aussage:
Satz von Kahn: Eine Möbius-Ebene ist genau dann ovoidal, wenn sie dem Büschelsatz genügt.
Der Büschelsatz hat für Möbius-Ebenen die analoge Bedeutung wie der Satz von Desargues für projektive Ebenen. Mit Hilfe des Büschelsatzes lassen sich a) ein Schiefkörper und b) ein Ovoid konstruieren. Gilt der strengere Satz von Miquel, so ist der Schiefkörper sogar kommutativ (Körper) und das Ovoid eine Quadrik. Also: der Büschelsatz folgt aus dem Satz von Miquel aber nicht umgekehrt.
Bemerkung: Es gibt Möbius-Ebenen, die nicht ovoidal sind.
Bemerkung: Auch für ovoidale Laguerre-Ebenen gibt es einen Büschelsatz mit der analogen Bedeutung.